# Electronic Entertainment Expo 2018
L’Electronic Entertainment Expo 2018, communément appelé E3 2018, est la 24e édition d'un salon consacré exclusivement aux jeux vidéo organisé par l'Entertainment Software Association. L'événement se déroule au palais des congrès de Los Angeles (en Californie), du 12 au 14 juin 2018,. Le 15 mai 2018, une erreur de Walmart dévoile trois semaines avant l'ouverture du salon certains des jeux censés être révélés pour la première fois lors de l'E3 2018.

## Conférences des éditeurs

### Electronic Arts
Electronic Arts a tenu sa conférence de presse le 9 juin à 11 h PDT (UTC−7) au Hollywood Palladium. Elle a porté sur les titres Battlefield V, FIFA 18 et FIFA 19, Star Wars: Jedi Fallen Order, Star Wars Battlefront II, Unravel Two, Sea of Solitude, NBA Live 19, Madden NFL 19 (en), Command & Conquer: Rivals et Anthem. EA a également annoncé qu’Origin proposera du jeu à la demande plus tard dans l’année pour un abonnement « Origin Acess Premier » sur une sélection de jeux.

### Microsoft
Microsoft a tenu sa conférence de presse le 10 juin à 13 h PDT (UTC−7) au Microsoft Theater.
Les jeux suivants ont notamment été présentés : Halo Infinite, Ori and the Will of the Wisps, Sekiro: Shadows Die Twice, Fallout 76, Les Aventures extraordinaires de Captain Spirit, Crackdown 3, Nier: Automata, Metro Exodus, Kingdom Hearts 3, Sea of Thieves, Battlefield V, Forza Horizon 4, We Happy Few, PlayerUnknown's Battlegrounds, Tales of Vesperia, Tom Clancy's The Division 2, Shadow of the Tomb Raider, Session, Black Desert Online, Devil May Cry 5, Cuphead, Tunic, Jump Force, Dying Light 2, Battletoads, Just Cause 4, Gears Pop!, Gears Tactics, Gears 5 et Cyberpunk 2077.
Phil Spencer a également annoncé que Microsoft Studios a fait l’acquisition des studios Undead Labs, Playground Games, Ninja Theory et Compulsion Games, ainsi que la création d’un nouveau studio, The Initiative.

### Bethesda
Bethesda a tenu sa conférence de presse le 10 juin à 18 h 30 PDT (UTC−7). Les jeux Rage 2, The Elder Scrolls: Legends, The Elder Scrolls Online, Doom Eternal, Quake Champions, Prey, Wolfenstein II: The New Colossus, Wolfenstein: Youngblood, Wolfenstein: Cyberpilot, Fallout 76, Fallout Shelter, The Elder Scrolls: Blades, Starfield et The Elder Scrolls VI ont notamment été présentés.

### Devolver Digital
Devolver Digital a tenu sa conférence de presse le 10 juin à 20 h PDT (UTC−7).

### Square Enix
Square Enix a tenu sa conférence de presse le 11 juin à 10 h PDT (UTC−7).

### Ubisoft
Ubisoft a tenu sa conférence de presse le 11 juin à 13 h PDT (UTC−7). Ubisoft a présenté ses jeux à venir, dont Just Dance 2019, Beyond Good and Evil 2, Tom Clancy's Rainbow Six: Siege, Trials Rising, Tom Clancy's The Division 2, le DLC de Mario + The Lapins Crétins: Kingdom Battle, Skull & Bones, Transference, Starlink: Battle for Atlas, For Honor, The Crew 2 et Assassin's Creed Odyssey.

### PC Gaming Show
PC Gamer a tenu sa conférence de presse PC Gaming Show le 11 juin à 15 h PDT (UTC−7).

### Sony
Sony a tenu sa conférence de presse le 11 juin à 22 h PDT (UTC−7).
La conférence était consacrée aux jeux Death Stranding, Ghost of Tsushima, Spider-Man et The Last of Us Part II.
Les jours précédant la conférence, Sony avait annoncé en live-streaming les nouveaux titres Tetris Effect, Twin Mirror et Ghost Giant.

### Nintendo
La conférence de presse de Nintendo est présenté sous la forme d'un Nintendo Direct préenregistré le 12 juin à 9 h PDT (UTC−7) . Presque la moitié de la présentation porte sur Super Smash Bros. Ultimate sur Nintendo Switch. Les personnages jouables qui se trouvent dans ce dernier y sont dévoilés, ainsi que des arènes de combat et sa date de sortie.
De plus, les jeux Super Mario Party, Daemon X Machina, Pokémon Let's Go, Pikachu et Let's Go, Évoli, Fire Emblem: Three Houses, Fortnite sur Nintendo Switch, Dragon Ball FighterZ, ARK: Survival Evolved, Paladins : Champions du Royaume, FIFA 19, Octopath Traveler, Arena of Valor, Overcooked 2, Hollow Knight et Killer Queen Black y sont présentés.

## Jeux notables présents lors de l'E3 2018
Les tableaux suivants donnent la liste des principaux jeux présents lors de l'E3 2018 :
| 505 Games - Assetto Corsa Competizione (PC) - Control (PC / PS4 / Xbox One) - Don't Starve: Hamlet (PC) - Indivisible (PC / PS4 / Switch / Xbox One) - Underworld Ascendant (PC) Activision - Call of Duty: Black Ops IIII (PC / PS4 / Xbox One) - Crash Bandicoot: N. Sane Trilogy (PC / Switch / Xbox One) - Destiny 2: Forsaken (PC / PS4 / Xbox One) - Sekiro: Shadows Die Twice (PC / PS4 / Xbox One) - Spyro Reignited Trilogy (PS4 / Xbox One) Annapurna Interactive - Outer Wilds (PC / Xbox One) Atari - RollerCoaster Tycoon (Switch) Atlus - Catherine: Full Body (PS4 / PSV) - Persona 3: Dancing in Moonlight (PS4 / PSV) - Persona 5: Dancing in Starlight (PS4 / PSV) Automation Games - Mavericks: Proving Grounds (PC) Avalanche Studios - Generation Zero (PC / PS4 / Xbox One) Bandai Namco Entertainment - Code Vein (PC / PS4 / Xbox One) - Divinity: Original Sin II (PS4 / Xbox One) - Jump Force (PC / PS4 / Xbox One) - My Hero: One’s Justice (PC / PS4 / Switch / Xbox One) - Naruto to Boruto: Shinobi Striker (PC / PS4 / Xbox One) - Soulcalibur VI (PC / PS4 / Xbox One) - Tales of Vesperia: Definitive Edition (PC / PS4 / Switch / Xbox One) - Twin Mirror (PC / PS4 / Xbox One) Bethesda Softworks - Doom Eternal (TBA) - The Elder Scrolls VI (TBA) - The Elder Scrolls: Blades (Mobile) - The Elder Scrolls: Legends (Mobile / PC / PS4 / Switch / Xbox One) - The Elder Scrolls Online (PC / PS4 / Xbox One) - Fallout 76 (PC / PS4 / Xbox One) - Fallout Shelter (Mobile / PC / PS4 / Switch / Xbox One ) - Prey (PC / PS4 / Xbox One) - Quake Champions (PC) - Rage 2 (PC / PS4 / Xbox One) - Starfield (TBA) - Wolfenstein: Cyberpilot (VR) - Wolfenstein: Youngblood (TBA) - Wolfenstein II: The New Colossus (PC / PS4 / Switch / Xbox One ) Bumblebear Games - Killer Queen Black (Switch) Capcom - Devil May Cry 5 (PC / PS4 / Xbox One) - Mega Man 11 (PC / PS4 / Switch / Xbox One) - Mega Man X Legacy Collection 1 + 2 (PC / PS4 / Switch / Xbox One) - Monster Hunter Generations Ultimate (Switch) - Monster Hunter: World (PC / PS4 / Xbox One) - Resident Evil 2 Remake (PC / PS4 / Xbox One) - Street Fighter 30th Anniversary Collection (PC / PS4 / Switch / Xbox One) - Street Fighter V: Arcade Edition (PC / PS4) CD Projekt - Cyberpunk 2077 (PC / PS4 / Xbox One) Coffee Stain Studios - Satisfactory (PC) Crytek - Hunt: Showdown (PC) Deep Silver - Metro Exodus (PC / PS4 / Xbox One) Devolver Digital - Metal Wolf Chaos XD (PC / PS4 / Xbox One) - My Friend Pedro (PC / Switch) - Scum (PC) - Serious Sam 4: Planet Badass (PC) Digital Extremes - Warframe (PC) | Electronic Arts - Anthem (PC / PS4 / Xbox One) - Battlefield V (PC / PS4 / Xbox One), - Command and Conquer: Rivals (iOS / Android) - FIFA 18 (PC / PS3 / PS4 / Switch / Xbox 360 / Xbox One) - FIFA 19 (PC / PS3 / PS4 / Switch / Xbox 360 / Xbox One) - Madden NFL 19 (PC / PS4 / Xbox One) - Madden NFL Overdrive (iOS / Android) - NBA Live 19 (PS4 / Xbox One) - Sea of Solitude (PC / PS4 / Xbox One) - The Sims 4: Seasons (PC) - Star Wars Battlefront II (PC / PS4 / Xbox One) - Star Wars: Jedi Fallen Order (TBA) - Unravel Two (PC / PS4 / Xbox One) Epic Games - Fortnite Battle Royale (Mobile / PC / PS4 / Switch / Xbox One) FDG Entertainment - Monster Boy et le Royaume maudit (PC / PS4 / Switch / Xbox One) Finji - Tunic (PC / Xbox One) Focus Home Interactive - A Plague Tale: Innocence (PC / PS4 / Xbox One) - Call of Cthulhu: The Official Video Game (PC / PS4 / Xbox One) - Farming Simulator 19 (PC / PS4 / Xbox One) - Fear the Wolves (PC / PS4 / Xbox One) - Greedfall (PC / PS4 / Xbox One) - Insurgency: Sandstorm (PC / PS4 / Xbox One) - The Surge 2 (PC / PS4 / Xbox One) Gearbox Publishing - We Happy Few (PC / PS4 / Xbox One) Hi-Rez Studios - Paladins (PC / PS4 / Switch / Xbox One) - Realm Royale (PC / macOS) Hyperbolic Magnetism - Beat Saber (Oculus Rift / PSVR) Insomniac Games - Stormland (Oculus Rift) Koei Tecmo - Dead or Alive 6 (PC / PS4 / Xbox One) - Nioh 2 (PS4) Konami - Super Bomberman R (PS4 / Xbox One) Limited Run Games - Double Switch (PS4) - Dust: An Elysian Tail (Switch) Microsoft Studios - Battletoads (PC / Xbox One) - Crackdown 3 (PC / Xbox One) - Cuphead (PC / Xbox One) - Forza Horizon 4 (PC / Xbox One) - Gears 5 (PC / Xbox One) - Gears Pop! (Mobile) - Gears Tactics (PC) - Halo Infinite (PC / Xbox One) - Ori and the Will of the Wisps (PC / Xbox One) - PlayerUnknown's Battlegrounds (PC / Xbox One) - Session (PC / Xbox One) - Sea of Thieves (PC / Xbox One) Modern Storytelling - The Forgotten City (PC) Nintendo - Daemon X Machina (Switch) - Fire Emblem: Three Houses (Switch) - Mario Tennis Aces (Switch) - Pokémon Let's Go, Pikachu et Let's Go, Évoli (Switch) - Splatoon 2 (Switch) - Super Mario Party (Switch) - Super Smash Bros. Ultimate (Switch) - Xenoblade Chronicles 2 (Switch) NIS America - Disgaea 1 Complete (PS4 / Switch) - Labyrinth of Refrain: Coven of Dusk (PC / PS4 / Switch) - SNK 40th Anniversary Collection (Switch) - Ys VIII: Lacrimosa of Dana (Switch) Rebellion Developments - Strange Brigade (PC / PS4 / Xbox One) | Sega - Fist of the North Star: Lost Paradise (PS4) - Puyo Puyo Tetris (PC) - Shenmue 1+2 (PC / PS4 / Xbox One) - Shining Resonance Refrain (PC / PS4 / Switch / Xbox One) - Sonic Mania Plus (PC / PS4 / Switch / Xbox One) - Team Sonic Racing (PC / PS4 / Switch / Xbox One) - Total War: Three Kingdoms (PC) - Two Point Hospital (PC) - Valkyria Chronicles 4 (PC / PS4 / Switch / Xbox One) - Yakuza 0 (PC) - Yakuza Kiwami (PC / PS4) - Yakuza Kiwami 2 (PS4) Sony Interactive Entertainment - Days Gone (PS4) - Death Stranding (PS4) - Déraciné (PSVR) - Dreams (PS4) - Ghost Giant (PSVR) - Ghost of Tsushima (PS4) - The Last of Us Part II (PS4) - Spider-Man (PS4) - Tetris Effect (PS4 / PSVR) Squanch Games - Trover Saves the Universe (PS4 / PSVR) Square Enix - The Awesome Adventures of Captain Spirit (PC / PS4 / Xbox One) - Babylon's Fall (PC / PS4) - Dragon Quest XI (PC / PS4 / Switch) - Final Fantasy XIV (PC / PS4) - Just Cause 4 (PC / PS4 / Xbox One) - Kingdom Hearts III (PS4 / Xbox One) - Nier: Automata (Xbox One) - Octopath Traveler (Switch) - The Quiet Man (PC / PS4) - Shadow of the Tomb Raider (PC / PS4 / Xbox One) Starbreeze Studios - Overkill's The Walking Dead (PC / PS4 / Xbox One) Stardock - Star Control: Origins (PC) Team17 - Genesis: Alpha One (PC / PS4 / Xbox One) - Mugsters (PC / PS4 / Switch / Xbox One) - My Time at Portia (PC / PS4 / Switch / Xbox One) - Overcooked 2 (Switch) - Planet Alpha (PC / PS4 / Switch / Xbox One) Team Cherry - Hollow Knight (Switch) Techland - Dying Light 2 (PC / PS4 / Xbox One) Telltale Games - The Walking Dead: The Final Season (PC / PS4 / Switch / Xbox One) tinyBuild - Secret Neighbor (TBA) Tripwire Interactive - Killing Floor 2 (PC) Ubisoft - Assassin's Creed Odyssey (PC / PS4 / Xbox One) - Beyond Good and Evil 2 (TBA) - The Crew 2 (PC / PS4 / Xbox One) - For Honor: Marching Fire (PC / PS4 / Xbox One) - Just Dance 2019 (PS4 / Wii / Wii U / Switch / Xbox 360 / Xbox One) - Mario + The Lapins Crétins: Kingdom Battle — Donkey Kong Adventure (Switch) - Skull & Bones (PC / PS4 / Xbox One) - Starlink: Battle for Atlas (PS4 / Switch / Xbox One) - Tom Clancy's The Division 2 (TBA) - Transference (PC / PS4 / Xbox One) - Trials Rising (PC / PS4 / Switch / Xbox One) Warner Bros. Interactive Entertainment - Hitman 2 (PC / PS4 / Xbox One) - Lego DC Super-Villains (PC / PS4 / Xbox One / Switch) - Lego The Incredibles (PC / PS4 / Xbox One / Switch) Xseed Games - Fate/Extella Link (PS4 / PSV) - Freedom Planet (Switch) - Gal Metal (Switch) - Gungrave VR (PSVR) - Sakuna: Of Rice and Ruin (PC / PS4) - Senran Kagura Burst Re:Newal (PC / PS4) |